# Hannah Neise
Hannah Neise (Arnsberg, 26 de mayo de 2000) es una deportista alemana que compite en skeleton.
Participó en los Juegos Olímpicos de Pekín 2022, obteniendo una medalla de oro en la prueba individual. Ganó dos medallas en el Campeonato Mundial  de Skeleton de 2024 y una medalla de plata en el Campeonato Europeo de Skeleton de 2024.

## Palmarés internacional
| Juegos Olímpicos   | Juegos Olímpicos      | Juegos Olímpicos  | Juegos Olímpicos |
| Año                | Lugar                 | Medalla           | Prueba           |
| ------------------ | --------------------- | ----------------- | ---------------- |
| 2022               | Pekín (China)         | Medalla de oro    | Individual       |
| Campeonato Mundial |                       |                   |                  |
| Año                | Lugar                 | Medalla           | Prueba           |
| 2024               | Winterberg (Alemania) | Medalla de oro    | Equipo mixto     |
| 2024               | Winterberg (Alemania) | Medalla de bronce | Individual       |
| Campeonato Europeo |                       |                   |                  |
| Año                | Lugar                 | Medalla           | Prueba           |
| 2024               | Sigulda (Letonia)     | Medalla de plata  | Individual       |